# Adenovirusimpfstoff
Ein Adenovirusimpfstoff ist ein Impfstoff gegen Atemwegsinfektionen, die von Adenoviren hervorgerufen werden.

## Eigenschaften
Der Adenovirusimpfstoff besteht aus unattenuierten Viren und wird oral verabreicht. Er enthält zwei Impfstämme (Typ 4 und 7), gegen die durch die Impfung neutralisierende Antikörper induziert werden. Die Erstzulassung erfolgte in den USA im Jahr 1971 für die Verwendung in der US Army. Die Produktion wurde 1999 eingestellt, jedoch erfolgte 2011 eine Zulassung eines beinahe identischen Impfstoffs im Auftrag der US Army.